# Tadeusz Mytnik
Tadeusz Mytnik (ur. 13 sierpnia 1949 w Nowicach) – polski kolarz szosowy i torowy, podoficer Marynarki Wojennej , srebrny medalista olimpijski, trzykrotny medalista szosowych mistrzostw świata, wielokrotny mistrz Polski, zwycięzca Tour de Pologne, specjalista w szosowej indywidualnej jeździe na czas.

## Życiorys
Urodził się na Dolnym Śląsku jako syn Władysława i Wandy z domu Duśko . Po ukończeniu szkoły podstawowej w Świdnicy, podjął naukę w Zasadniczej Szkole Zawodowej o profilu – remonty maszyn precyzyjnych, a następnie ukończył Technikum Budowy Okrętów w Gdyni . Kolarstwo zaczął uprawiać w klubie Karolina Jaworzyna Śląska w 1965 pod okiem trenera Henryka Cacały. Po powołaniu do służby wojskowej w Marynarce Wojennej, w 1969 był zawodnikiem WKS Flota Gdynia, gdzie trenował go Jerzy Pancek. W 1971 miał groźny wypadek (zderzenie z motocyklem, po którym odwieziono go do szpitala), przebywając następnie długą, ośmiomiesięczną rehabilitację . W peletonie znany był ze swojej zawziętości i twardego charakteru oraz humoru i koleżeństwa, pomagając często swoim kolegom w kłopotach na trasie. Swoje nieliczne porażki – z uśmiechem – tłumaczył tym, że urodził się trzynastego. Przez swoich najbliższych kolegów z peletonu nazywany przydomkiem „Tony” .
Największe sukcesy międzynarodowe odniósł w szosowym wyścigu drużynowym, będąc ze swoimi umiejętnościami jazdy na czas, głównym filarem zespołu. W tej konkurencji dwukrotnie zwyciężał na mistrzostwach świata w Barcelonie w 1973 oraz rozgrywanych dwa lata później mistrzostwach świata w Yvoir. Na MŚ w 1973 Polacy wystąpili w składzie: Tadeusz Mytnik, Lucjan Lis, Stanisław Szozda i Ryszard Szurkowski, a w 1975 partnerowali mu Mieczysław Nowicki, Ryszard Szurkowski i Stanisław Szozda. W tej samej konkurencji zdobył też srebrny medal na igrzyskach olimpijskich w Montrealu w 1976 oraz brązowy na mistrzostwach świata w San Cristóbal w 1977. Ponadto w tej konkurencji był siódmy na MŚ w Montrealu w 1974 i czwarty na MŚ w Nürburgu w 1978, ale w tym ostatnim występie polska drużyna została zdyskwalifikowana po kontroli dopingowej. Pięciokrotnie startował w wyścigu indywidualnym na mistrzostwach świata, ale bez sukcesów: 84. miejsce na MŚ w Mendrisio w 1971, w następnym roku nie ukończył rywalizacji na MŚ w Barcelonie, 32. miejsce na MŚ w Yvoir w 1975, 45. miejsce na MŚ w San Cristóbal w 1977 oraz 53. miejsce na MŚ w Nürburgu w 1978.
W mistrzostwach Polski zdominował przede wszystkim indywidualną jazdę na czas, zdobywając ośmiokrotnie złote medale (1971, 1972, 1973, 1974, 1978, 1979, 1980 i 1982) oraz srebrny w 1984. Był też dwukrotnie mistrzem Polski w wyścigu parami (1976 – z Tadeuszem Wojtasem i 1977 – z Bronisławem Ebelem) oraz brązowym medalistą w tej konkurencji w 1979 – z Tadeuszem Krawczykiem, dwukrotnie wicemistrzem Polski w szosowym wyścigu drużynowym w 1977 (wspólnie z Józefem Kołopajło, Bronisławem Ebelem i Henrykiem Charuckim) oraz w 1978 (wspólnie z Bronisławem Ebelem, Zbigniewem Piętą i Zdzisławem Obiegałą) oraz dwukrotnie brązowym medalistą w tej konkurencji w 1976 i 1980 (wspólnie z Andrzejem Dróżką, Andrzejem Serediukiem i Arturem Spławskim) reprezentując barwy WKS Flota Gdynia.
Sześciokrotnie startował w Wyścigu Pokoju (1974 – 6. miejsce (wygrał prolog oraz przez sześć etapów był liderem wyścigu), 1975 – 10. miejsce (wygrana jazda na czas), 1976 – 5. miejsce (wygrana jazda na czas), 1977 – 3. miejsce, 1979 – 14. miejsce i 1981 – 22. miejsce). Ponadto wygrał w 1975 Tour de Pologne, a także prolog i jazdę na czas, w 1972 był drugi, wygrywając jazdę na czas, w 1973 trzeci, jeszcze raz wygrywając w nim jazdę indywidualną na czas.
Próbował swoich kolarskich umiejętności również na torze, przede wszystkim w indywidualnym wyścigu na 4000 m na dochodzenie. Został w nim mistrzem Polski w 1973 i wicemistrzem w 1972, kiedy to przegrał w finale z Mieczysławem Nowickim.
W swojej karierze uczestniczył w wielu szosowych wyścigach krajowych i zagranicznych, zajmując w nich czołowe pozycje :
- 1971 – 2. miejsce w Bałtyckim Wyścigu Przyjaźni;
- 1974 – 2. miejsce w wyścigu Tour du Vaucluse; 2. miejsce w wyścigu Tour de Bretagne; 2. miejsce w wyścigu Vuelta a Toledo i 3. miejsce w wyścigu Giro del Bergamasco;
- 1975 – 3. miejsce w wyścigu Dookoła Szkocji;
- 1976 – 2. miejsce w wyścigu Tour du Vaucluse i 2. miejsce w wyścigu Dookoła Bułgarii;
- 1977 – 3. miejsce w wyścigu Tour du Vaucluse.

Brał również udział w wyścigach z kolarzami zawodowymi. Podczas pierwszej z nimi konfrontacji, do jakiej doszło w wyścigu Paryż – Nicea, w marcu w 1974, zajął w nim 61. miejsce.
Jest Zasłużonym Mistrzem Sportu, odznaczanym sześciokrotnie Złotym Medalem za Wybitne Osiągnięcia Sportowe oraz dwukrotnie srebrnym . W 2010 odznaczony został przez prezydenta Bronisława Komorowskiego Krzyżem Oficerskim Orderu Odrodzenia Polski. Ponadto jest honorowym członkiem macierzystego klubu MKS Karolina Jaworzyna Śląska, którego uhonorowano złotą odznaką „Zasłużony dla MKS Karolina”.
Po zakończeniu w 1988 czynnej kariery zawodniczej prowadzi w Gdyni sklep rowerowy z serwisem oraz jest organizatorem wyścigów kolarskich . Ponadto jest prezesem sekcji kolarskiej swojego macierzystego klubu WKS Flota Gdynia, którego barwy swego czasu reprezentował.

## Najważniejsze osiągnięcia
| Miejsca na IO i MŚ oraz medale MP |       |        |             |       |       |        |        |            |       |       |      |       |      |        |
| Konkurencja                       | 1971  | 1972   | 1973        | 1974  | 1975  | 1976   | 1977   | 1978       | 1979  | 1980  | 1981 | 1982  | 1983 | 1984   |
| Igrzyska olimpijskie              |       |        |             |       |       |        |        |            |       |       |      |       |      |        |
| Drużynowo na czas                 | –     | –      | –           | –     | –     | srebro | –      | –          | –     | –     | –    | –     | –    | –      |
| Mistrzostwa świata                |       |        |             |       |       |        |        |            |       |       |      |       |      |        |
| Start wspólny                     | 84.   | –      | wycofał się | –     | 32.   | –      | 45.    | 53.        | –     | –     | –    | –     | –    | –      |
| Drużynowo na czas                 | –     | –      | złoto       | 7.    | złoto | –      | brąz   | (4.) (DSQ) | –     | –     | –    | –     | –    | –      |
| Mistrzostwa Polski                |       |        |             |       |       |        |        |            |       |       |      |       |      |        |
| Indywidualnie na czas             | złoto | złoto  | złoto       | złoto | –     | –      | –      | [ c ]      | złoto | złoto | –    | złoto | –    | srebro |
| Parami                            | –     | –      | –           | –     | –     | złoto  | złoto  | –          | brąz  | –     | –    | –     | –    | –      |
| Drużynowo na czas                 | –     | –      | –           | –     | –     | brąz   | srebro | srebro     | –     | brąz  | –    | –     | –    | –      |
| Ind. 4000 m na doch. (tor)        | –     | srebro | złoto       | –     | –     | –      | –      | –          | –     | –     | –    | –     | –    | –      |

## Pozostałe informacje
- W wyborach samorządowych w 1998 bezskutecznie kandydował do sejmiku pomorskiego z listy Chrześcijańskiej Demokracji III Rzeczypospolitej Polskiej[8].
- Jest jednym z bohaterów filmu dokumentalnego z 2009 w reżyserii Artura Szulca pt. Niedokończona historia[9].
- 2 lipca 2017 został uhonorowany gwiazdą w Alei Gwiazd Sportu we Władysławowie[10].
- Wszedł w skład komitetu wspierającego kandydaturę Karola Nawrockiego na prezydenta RP w wyborach w 2025[11].